# Les Menteurs (film, 1996)
Pour les articles homonymes, voir Les Menteurs.
Pour plus de détails, voir Fiche technique et Distribution.
Les Menteurs est un film français réalisé par Élie Chouraqui et sorti en 1996.

## Fiche technique
- Réalisation : Élie Chouraqui
- Scénario : Élie Chouraqui, Antoine Lacomblez
- Date de sortie : 6 mars 1996
- Image : François Catonné
- Durée : 107 minutes

## Distribution
- Jean-Hugues Anglade : Zac
- Valeria Bruni Tedeschi : Daisy
- Lorraine Bracco : Helene Miller
- Sami Frey : Marcus Dourmer
- Sylvie Audcoeur
- Yvon Back : Philippe
- Dominique Besnehard : Le directeur du casting
- Didier Cauchy
- Christian Charmetant : Diego
- Michaël Cohen : Antoine
- Malcolm Conrath
- Michel Dussarat
- Bernard Farcy
- Julie Gayet : Lisa
- Laurent Goldztejn : Chemord
- Marie Guillard : Anna
- Marc Lavoine : Victor
- Arnaud Viard
- Didier Marlay : le Disc-jockey
- Masraf Mohamed : figurant scène 7